# Aron David
Aron Nathan David, døbt Anthon Aron David (3. september 1794 i København – 23. november 1868) var en dansk proprietær og politiker, bror til C.N. David. Ridder af Dannebrog.

## Liv og karriere
Han var søn af grosserer Joseph Nathan David (1758-1830) og Debora (senere Georgine) Levy (ca. 1764-1835). Han var jøde, men lod sig ligesom sin bror døbe 1. september 1830 i Slagslunde Kirke og ændrede samtidig sit navn.
David bestyrede 1814-20 faderens ejendom Bjerregård i Gentofte. Han købte i 1821 Rungstedlund, 1842 Rungstedgård, 1849 Sømandshvile og 1851 Folehavegård og fik således samlet alle Rungsteds ejendomme på én hånd. Han var en nær ven af Edvard Collin og var også en del af kredsen omkring H.C. Andersen.
Han blev valgt i Lyngbykredsen til Folketinget 1854, hvor han blev kåret 1. december på ridebanen ved Sorgenfri Slot. 1855 blev han genvalgt og sad til 1858. Han var nationalliberal. David var Ridder af Dannebrog.
David blev svigersøn til fabrikant J.C. Drewsen, da han 1832 ægtede Henriette Drewsen (1802 - 21. december 1838). Hans hustru døde barnløs efter kun seks års ægteskab i 1838, og derfor adopterede han den da 19-årige Anton Harald, som jævnfør familietraditionen skulle være søn af Aron David og "et underholdt Fruentimmer, der havde været en fyrstelig Persons Elskerinde". Forinden havde Aron David allerede taget barnet Caroline (født 1832) til sig, og måske var de to plejebørn faktisk halvsøskende. Under alle omstændigheder giftede den 22-årige Caroline sig i 1851 med den 35-årige Harald David, halvsøskende eller ej. Ved giftermålet blev skødet på Folehavegård givet til det nygifte par, der blev forældre til i alt seks børn.